# Worstelen op de Olympische Zomerspelen 1968
Worstelen is een van de sporten die beoefend werden tijdens de Olympische Zomerspelen 1968 in Mexico-Stad.

## Heren

### Grieks-Romeins

#### vlieggewicht (tot 52 kg)
| rang   | sporter           | land |
| ------ | ----------------- | ---- |
| Goud   | Petar Kirov       | BUL  |
| Zilver | Vladimir Bakoelin | URS  |
| Brons  | Miroslav Zeman    | TCH  |
| 4      | Imre Alker        | HUN  |
| 5      | Rolf Lacour       | FRG  |
| 6      | Jussi Vesterinen  | FIN  |
| 7      | Enrique Jiménez   | MEX  |
| 8      | Metin Çıkmaz      | TUR  |
| 8      | Shin Sang-shik    | KOR  |

#### bantamgewicht (tot 57 kg)
| rang   | sporter          | land |
| ------ | ---------------- | ---- |
| Goud   | János Varga      | HUN  |
| Zilver | Ion Baciu        | ROU  |
| Brons  | Ivan Kotsjergin  | URS  |
| 4      | Othon Moschidis  | GRE  |
| 5      | Koji Sakurama    | JPN  |
| 6      | El Sayad Ibrahim | RAU  |
| 6      | Kaya Öczan       | TUR  |
| 8      | Risto Björlin    | FIN  |

#### vedergewicht (tot 63 kg)
| rang   | sporter            | land |
| ------ | ------------------ | ---- |
| Goud   | Roman Rurua        | URS  |
| Zilver | Hideo Fujimoto     | JPN  |
| Brons  | Simeon Popescu     | ROU  |
| 4      | Dimitar Galintsjev | BUL  |
| 5      | Hızır Alakoç       | TUR  |
| 6      | Martti Laakso      | FIN  |
| 7      | James Hazewinkel   | USA  |
| 8      | Lothar Schneider   | GDR  |

#### lichtgewicht (tot 70 kg)
| rang   | sporter              | land |
| ------ | -------------------- | ---- |
| Goud   | Munji Mumemura       | JPN  |
| Zilver | Stevan Horvat        | YUG  |
| Brons  | Petros Galaktopoulos | GRE  |
| 4      | Klaus Rost           | FRG  |
| 5      | Eero Tapio           | FIN  |
| 6      | Gennadi Sapoenov     | URS  |
| 6      | Werner Holzer        | USA  |
| 8      | Antal Steer          | HUN  |

#### weltergewicht (tot 78 kg)
| rang   | sporter           | land |
| ------ | ----------------- | ---- |
| Goud   | Rudolf Vesper     | GDR  |
| Zilver | Daniel Robin      | FRA  |
| Brons  | Károly Bajkó      | HUN  |
| 4      | Metodi Zarev      | BUL  |
| 5      | Ion Ţăranu        | ROU  |
| 6      | Jan-Ivar Kärström | SWE  |
| 7      | Harald Barlie     | NOR  |
| 7      | Franz Berger      | AUT  |
| 7      | Milan Nenadić     | YUG  |

#### middengewicht (tot 87 kg)
| rang   | sporter                | land |
| ------ | ---------------------- | ---- |
| Goud   | Lothar Metz            | GDR  |
| Zilver | Valentin Olenik        | URS  |
| Brons  | Branislav Simić        | YUG  |
| 4      | Nicolae Neguţ          | ROU  |
| 5      | Richard Wayne Baughman | USA  |
| 5      | Petar Kroemov          | BUL  |
| 7      | Czesław Kwieciński     | POL  |
| 8      | Håkon Øverby           | NOR  |

#### halfzwaargewicht (tot 97 kg)
| rang   | sporter            | land |
| ------ | ------------------ | ---- |
| Goud   | Bojan Radev        | BUL  |
| Zilver | Nikolai Jakovenko  | URS  |
| Brons  | Nicolae Martinescu | ROU  |
| 4      | Per Svensson       | SWE  |
| 5      | Tore Hem           | NOR  |
| 6      | Peter Jutzeler     | SUI  |
| 6      | Caj Malmberg       | FIN  |
| 6      | Wacław Orłowski    | POL  |

#### zwaargewicht (boven 97 kg)
| rang   | sporter               | land |
| ------ | --------------------- | ---- |
| Goud   | István Kozma          | HUN  |
| Zilver | Anatoli Rosjtsjin     | URS  |
| Brons  | Petr Kment            | TCH  |
| 4      | Sten Ragnar Svensson  | SWE  |
| 5      | Constantin Buşoi      | ROU  |
| 6      | Stefan Petrov         | BUL  |
| 7      | Raymond Uytterheaeghe | FRA  |
| 7      | Edward Wojda          | POL  |

### Vrije stijl

#### vlieggewicht (tot 52 kg)
| rang   | sporter             | land |
| ------ | ------------------- | ---- |
| Goud   | Shigeo Nakata       | JPN  |
| Zilver | Richard Sanders     | USA  |
| Brons  | Surenjav Sukhbaatar | MGL  |
| 4      | Nazar Albarjan      | URS  |
| 5      | Vincenzo Grassi     | ITA  |
| 6      | Sudesh Kumar        | IND  |
| 7      | Mohammad Ghorbani   | IRI  |
| 7      | Paul Neff           | FRG  |

#### bantamgewicht (tot 57 kg)
| rang   | sporter            | land |
| ------ | ------------------ | ---- |
| Goud   | Yōjirō Uetake      | JPN  |
| Zilver | Donald Behm        | USA  |
| Brons  | Abutaleb Gorgori   | IRI  |
| 4      | Ali Alijev         | URS  |
| 5      | Ivan Sjavov        | BUL  |
| 6      | Zbigniew Żedzicki  | POL  |
| 7      | Bishamber Singh    | IND  |
| 8      | Sukhbaatar Bazaryn | MGL  |

#### vedergewicht (tot 63 kg)
| rang   | sporter                  | land |
| ------ | ------------------------ | ---- |
| Goud   | Masaki Kaneko            | JPN  |
| Zilver | Enjoe Todorov            | BUL  |
| Brons  | Shamseddin Seyed-Abbassi | IRI  |
| 4      | Nikolaos Karypidis       | GRE  |
| 5      | Petre Coman              | ROU  |
| 6      | Jelkan Tedejev           | URS  |
| 7      | Vehbi Akdağ              | TUR  |
| 7      | Ismail AI Karaghouli     | IRQ  |

#### lichtgewicht (tot 70 kg)
| rang   | sporter                   | land |
| ------ | ------------------------- | ---- |
| Goud   | Abdollah Movahed Ardabili | IRI  |
| Zilver | Enjoe Valtsjev Dimov      | BUL  |
| Brons  | Sereeter Danzandarjaa     | MGL  |
| 4      | Wayne Wells               | USA  |
| 5      | Zarbeg Beriasjvili        | URS  |
| 6      | Udey Chand                | IND  |
| 7      | Iwao Horiuchi             | JPN  |
| 8      | Klaus Rost                | FRG  |

#### weltergewicht (tot 78 kg)
| rang   | sporter             | land |
| ------ | ------------------- | ---- |
| Goud   | Mahmut Atalay       | TUR  |
| Zilver | Daniel Robin        | FRA  |
| Brons  | Dagvasuren Purev    | MGL  |
| 4      | Ali Mohammad Momeni | IRI  |
| 5      | Tatsuo Sasaki       | JPN  |
| 6      | Joeri Sjakhmoeradov | URS  |
| 7      | Steven Combs        | USA  |
| 7      | Angel Sotirov       | BUL  |

#### middengewicht (tot 87 kg)
| rang   | sporter           | land |
| ------ | ----------------- | ---- |
| Goud   | Boris Goerevitsj  | URS  |
| Zilver | Munkhbat Jigjidym | MGL  |
| Brons  | Prodan Gardzjev   | BUL  |
| 4      | Thomas Peckham    | USA  |
| 5      | Hüseyin Gürsoy    | TUR  |
| 6      | Peter Döring      | GDR  |
| 7      | Ronald Grinstead  | GBR  |
| 8      | Shigeru Endo      | JPN  |

#### halfzwaargewicht (tot 97 kg)
| rang   | sporter            | land |
| ------ | ------------------ | ---- |
| Goud   | Ahmet Ayık         | TUR  |
| Zilver | Sjota Lomidze      | URS  |
| Brons  | József Csatári     | HUN  |
| 4      | Said Moestafov     | BUL  |
| 5      | Khorloo Baianmonkh | MGL  |
| 6      | Jesse Lewis        | USA  |
| 7      | Ryszard Długosz    | POL  |
| 8      | Gerd Bachmann      | GDR  |

#### zwaargewicht (boven 97 kg)
| rang   | sporter                   | land |
| ------ | ------------------------- | ---- |
| Goud   | Aleksandr Medved          | URS  |
| Zilver | Osman Doeraljev           | BUL  |
| Brons  | Wilfried Dietrich         | FRG  |
| 4      | Ştefan Stîngu             | ROU  |
| 5      | Larry Kristoff            | USA  |
| 6      | Abolfazl Anvari           | IRI  |
| 7      | Erdeneotchir Elziisaikhan | MGL  |
| 8      | Raymond Uytterheaeghe     | FRA  |

## Medaillespiegel
| rang   | land                     | goud | zilver | brons | totaal |
| ------ | ------------------------ | ---- | ------ | ----- | ------ |
| 1      | Japan                    | 4    | 1      | 0     | 5      |
| 2      | Sovjet-Unie              | 3    | 5      | 1     | 9      |
| 3      | Bulgarije                | 2    | 3      | 1     | 6      |
| 4      | Hongarije                | 2    | 0      | 2     | 4      |
| 5      | DDR                      | 2    | 0      | 0     | 2      |
| 5      | Turkije                  | 2    | 0      | 0     | 2      |
| 7      | Iran                     | 1    | 0      | 2     | 3      |
| 8      | Frankrijk                | 0    | 2      | 0     | 2      |
| 8      | Verenigde Staten         | 0    | 2      | 0     | 2      |
| 10     | Mongolië                 | 0    | 1      | 3     | 4      |
| 11     | Roemenië                 | 0    | 1      | 2     | 3      |
| 12     | Joegoslavië              | 0    | 1      | 1     | 2      |
| 13     | Tsjecho-Slowakije        | 0    | 0      | 2     | 2      |
| 14     | Griekenland              | 0    | 0      | 1     | 1      |
| 14     | Bondsrepubliek Duitsland | 0    | 0      | 1     | 1      |
| totaal | totaal                   | 16   | 16     | 16    | 48     |